# Sarcophaga giganta
Sarcophaga giganta är en tvåvingeart som beskrevs av Thomas Pape 1996. Sarcophaga giganta ingår i släktet Sarcophaga och familjen köttflugor.
Artens utbredningsområde är Kroatien. Inga underarter finns listade i Catalogue of Life.